# إيرني راسيل
إيرني راسيل (بالفرنسية: Ernest Russell) (و. 1883 – 1963 م) هو لاعب هوكي الجليد كندي، ولد في مونتريال، مركز لعبه هو مدافع ‏، توفي عن عمر يناهز 80 عاماً.

## جوائز
حصل على جوائز منها:
- كأس ستانلي.

## روابط خارجية
- إيرني راسيل على موقع EliteProspects.com (الإنجليزية)
- إيرني راسيل على موقع HockeyDB.com (الإنجليزية)
- إيرني راسيل على موقع Hockey-Reference.com (الإنجليزية)